# ديك ديفيس (سياسي)
ديك ديفيس (بالإنجليزية: Richard Joseph Davis)‏ هو محامي وسياسي أمريكي، ولد في 1921 في بورتسموث في الولايات المتحدة، وتوفي في 1999. حزبياً، نشط في الحزب الديمقراطي.